# Культура Кропивницького
Кропивницький є значним культурним осередком Центру країни — тут працюють театри і кінотеатри, обласна філармонія, численні музеї, 30 бібліотек, 9 будинків культури і центрів дозвілля, 4 дитячих музичних школи, по одній — мистецькій і художній дитячій школі, чимало музичних і фольклорних колективів тощо.
Функції з додержання державної політики в галузі культури й культурного розвитку громадян міста, як українців, так і представників національних меншин, здійснює Відділ культури і туризму Кіровоградської міськради.
Місто, з яким у Кропивницького встановлені партнерські стосунки (єдине місто-побратим) — болгарський Добрич. Кропивницький – це гарне місто в якому є багато цікавих місць. Завдяки великій історії, цікавим подіям, які тут відбувалися, група компаній Filmstream у 2018 році вирішила відзняти фільм під назвою «У минулого в боргу» і презентувати його всій Україні.

## Театри, музика, кіно

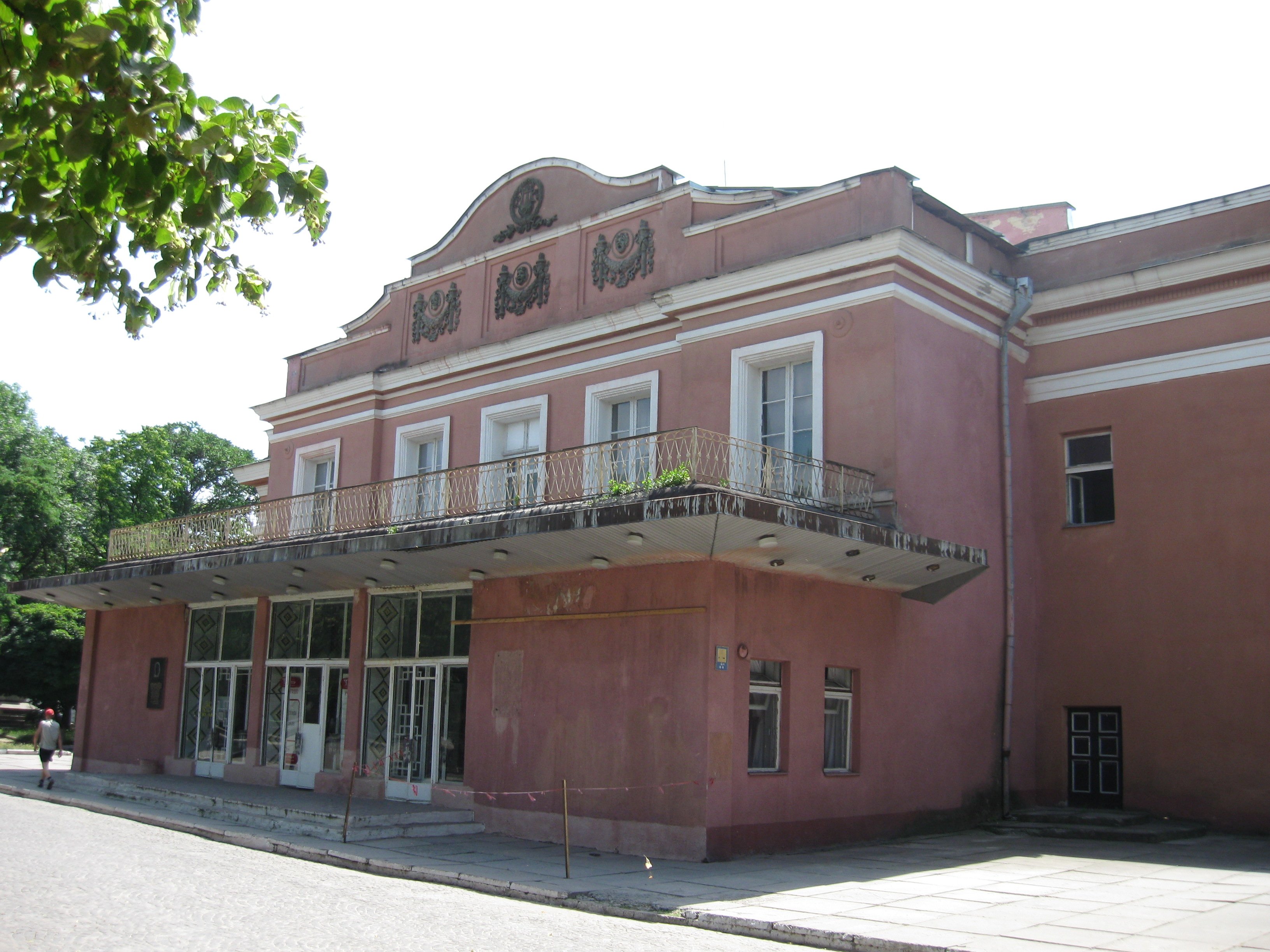
Кіровоградська муздрама ім. М. Л. Кропивницького

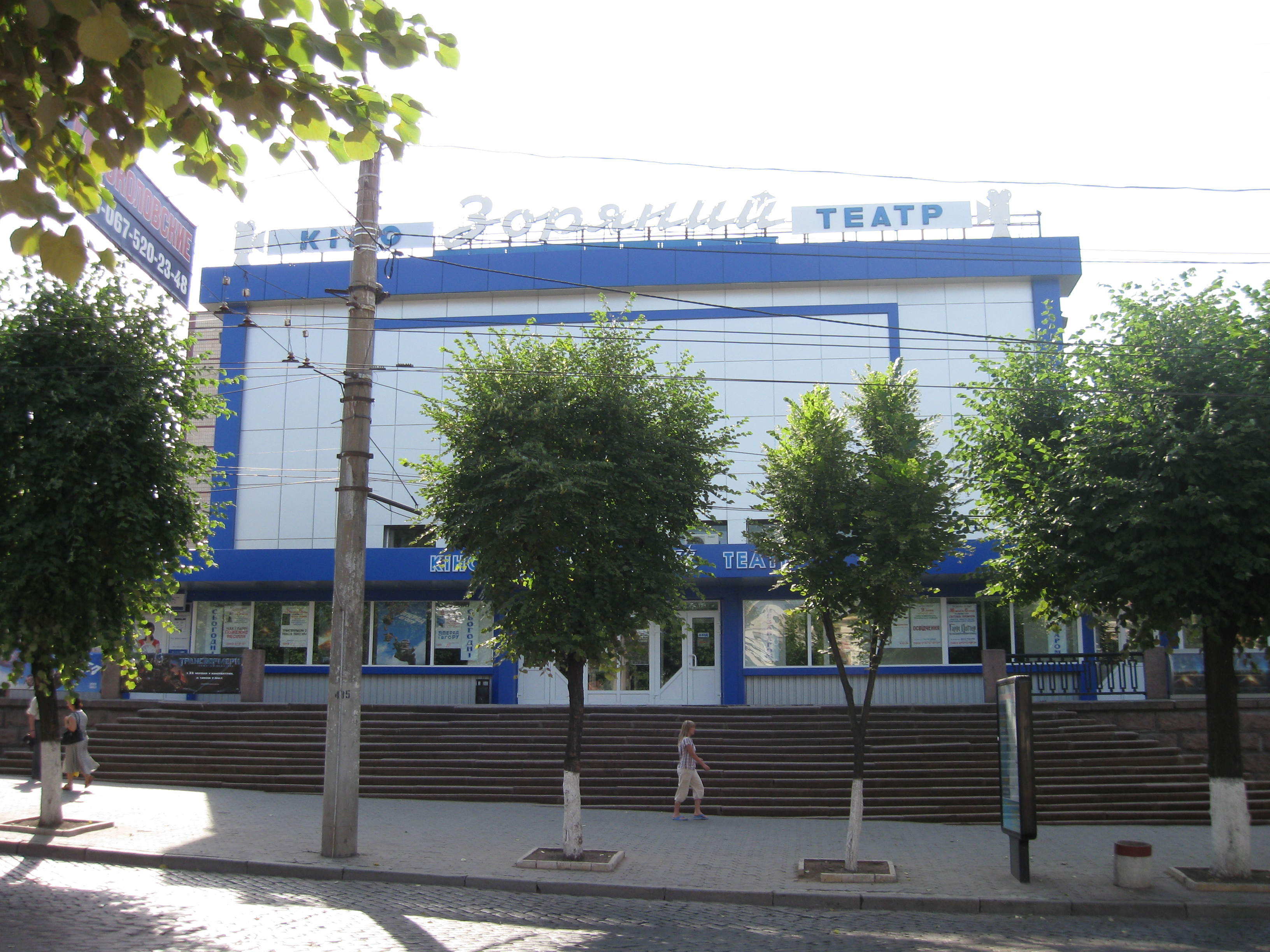
Кінотеатр «Зоряний» у центрі міста

Місто відоме тим, що тут розпочав роботу перший український професійний театральний колектив — наприкінці XIX — на початку XX століть на сцені місцевого театру виступали корифеї української сцени — Тобілевич, Кропивницький, Садовський, Саксаганський, Старицький, Заньковецька. У приміщенні єлизаветградського театру виступали широко відомі вітчизняні та зарубіжні композитори і музиканти Ліст, Мусоргський, Скрябін, Рубінштейн, Лисенко та співаки Шаляпін, Собінов.
Сучасні кіровоградські театри:
- академічний український музично-драматичний театр ім. Кропивницького;
- обласний академічний театр ляльок;
- академічний театр музики, пісні і танцю «Зоряни»;
- студентський театр-студія «Резонанс»;
- театр-студія «Мода»;
- незалежний театр «Палата № 6».

У місті діє обласна філармонія, при якій працюють Академічний театр музики, пісні і танцю «Зоряни», Ансамбль народної та сучасної музики «Єлисавет-ретро», камерний оркестр «Концертіно», діє дитяча філармонія.
Інші широко відомі в Україні та за її межами професіональні творчі (музичні і хореографічні) колективи міста: заслужений ансамбль народного танцю України «Ятрань», муніципальний камерний хор, ансамбль пісні і танцю «Весна», дитячі колективи «Пролісок», «Росинка» та інші. Сучасні діячі культури Кіровограда: народні артисти України А. Кривохижа і А. Червінська, заслужені артисти України В. Стратьєв, Р. Валькевич, Б. Попов.
Велика міська концертна зала (на 550 місць) — в міському палаці культури ім. Компанійця.
Станом на кінець 2009 року в Кіровограді діють два кінотеатри — «Зоряний» і «Портал».

## Музеї та бібліотеки

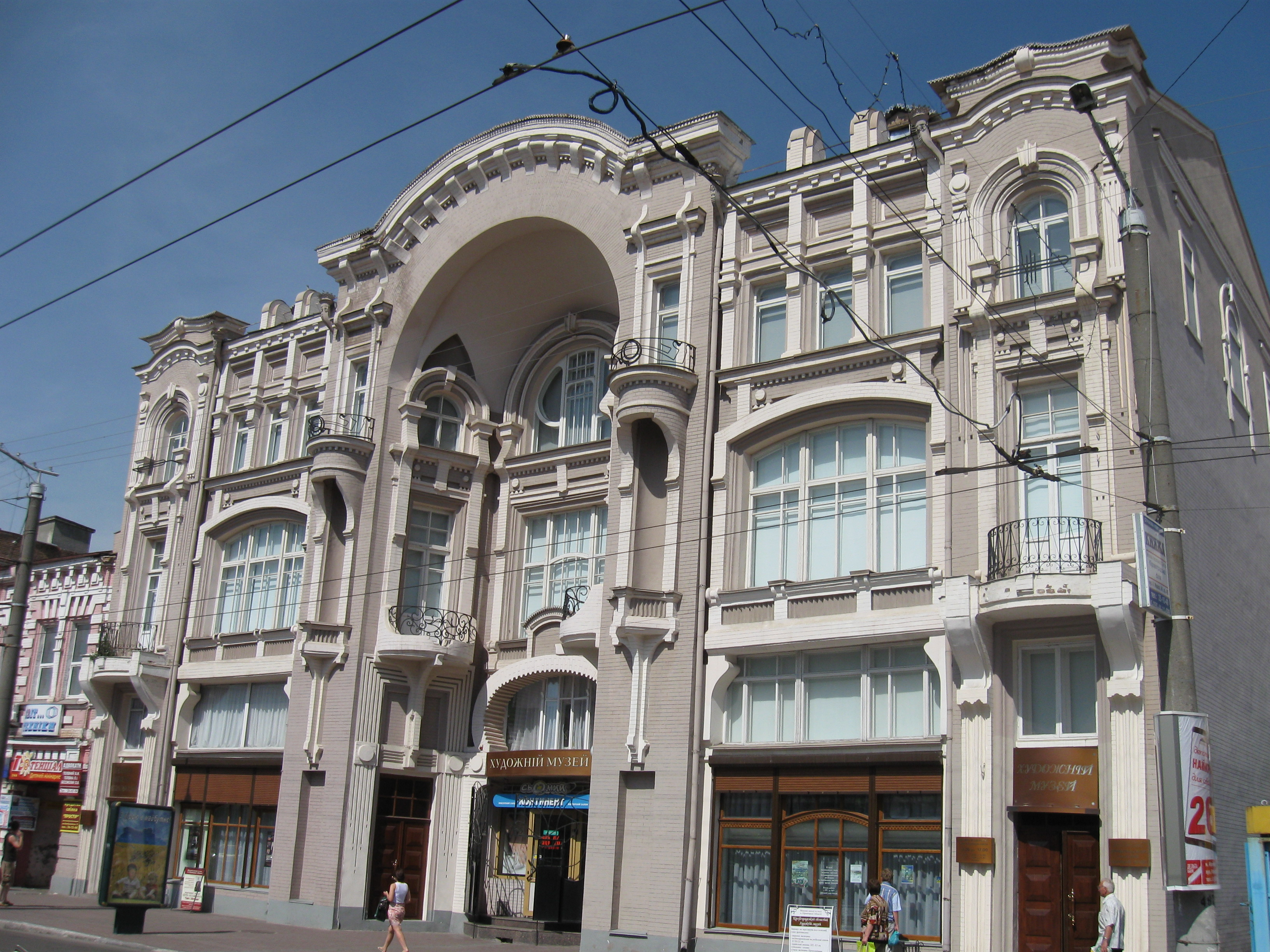
Кіровоградський обласний художній музей (кол. Пасаж, 1887)

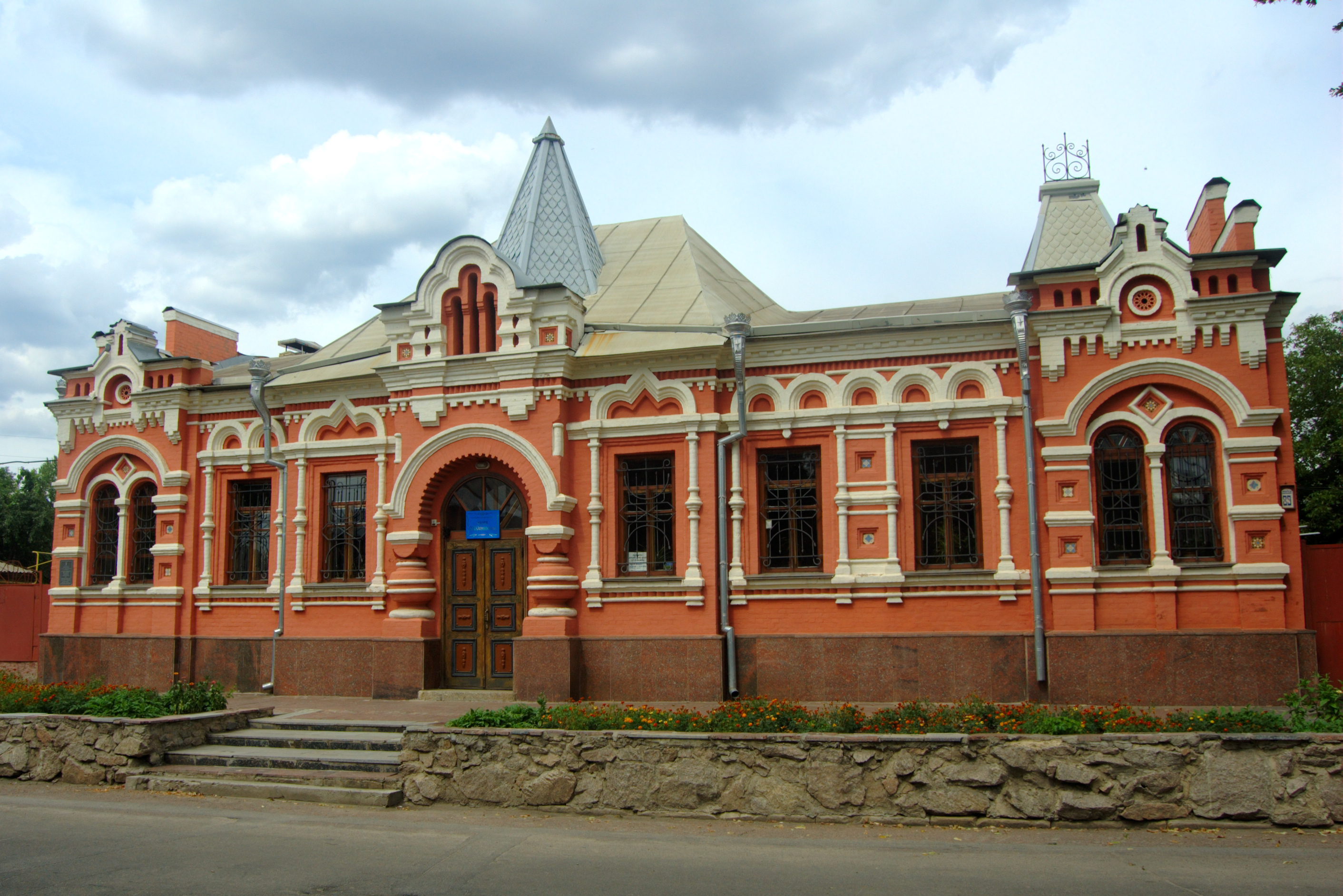
Меморіальний музей Осмьоркіна

У Кіровограді (та його околицях) 11 державних і комунальних музейних закладів:
- обласний краєзнавчий музей;
- на правах відділів краєзнавчого музею:
  - заповідник-музей «Хутір Надія»;
  - меморіальний музей Кропивницького;
  - музей історії українського хореографічного мистецтва;
- обласний художній музей;
- художньо-меморіальний музей Олександра Осмьоркіна;
- музей Генріха Нейгауза;
- літературно-меморіальний музей Івана Карпенка-Карого;
- музей музичної культури імені Кароля Шимановського;
- народний меморіальний музей Юлія Мейтуса;
- історичний музей «Євреї Єлисаветграда».

Кіровоград є чи не єдиним обласним центром країни, де всі міські музеї без винятку мають власні інтернет-сторінки.
Крім фінансованих з міського бюджету, є низка цікавих відомчих музеїв, деякі з яких відкриті для загального огляду, — серед них Музей історії заводу «Червона зірка» та Музей Кіровоградської обласної лікарні. Велике й цінне зібрання стародруків зберігається у відділі краєзнавства та рідкісної книги обласної універсальної бібліотеки ім. Д.I. Чижевського.
Серед сучасних кіровоградських краєзнавців та істориків — Юрій Матівос, Сергій Шевченко, Анатолій Авдєєв, Василь Бондар, Костянтин Шляховий, Юрій Тютюшкін, Павло Босий тощо.
У Кіровограді діє розгалужена мережа бібліотечних закладів. Головні бібліотеки міста і регіону:
- Кіровоградська обласна універсальна наукова бібліотека ім. Д. І. Чижевського (вул. Велика Перспективна, 24)[12];
- Кіровоградська обласна бібліотека для юнацтва ім. Євгена Маланюка (вул. Декабристів, 6/15);
- Кіровоградська обласна бібліотека для дітей ім. Т. Г. Шевченка (вул. Шевченка 5/22).

## Культурні, національні і релігійні товариства

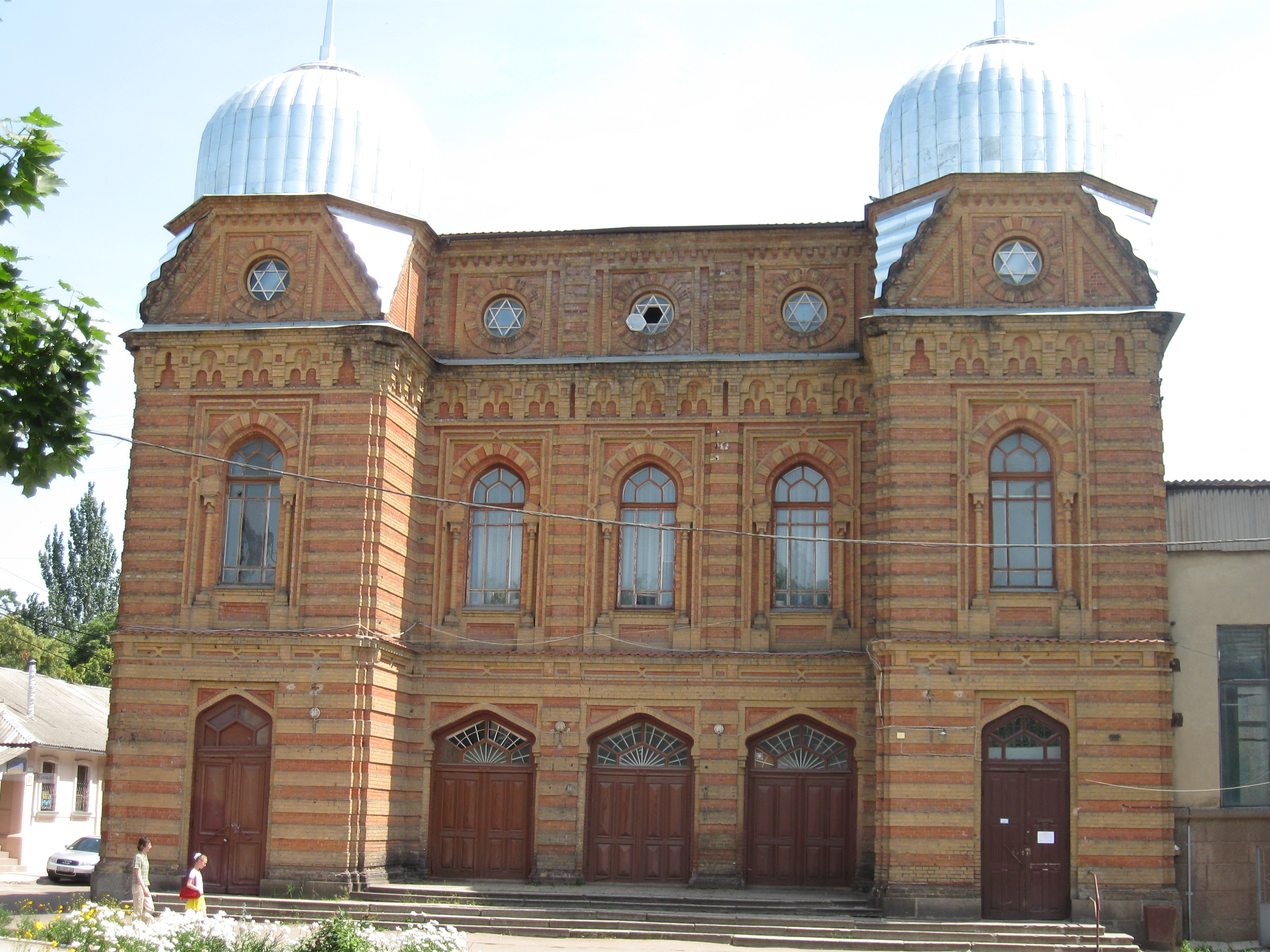
Кіровоградська Велика хоральна синагога

Зі здобуттям незалежності України (1991), як і раніше, національно-культурні потреби українців та інших етнічних груп держави, представники яких проживають у Кіровограді, реалізуються у значному числі державних офіціозних структур — у місті плідно функціонують обласні осередки загальноукраїнських культурницьких організацій — Спілки письменників України, Спілки журналістів України, Спілки художників України та інших.
Власне українською культурницькою організацією в місті є Кіровоградська обласна організація Всеукраїнського товариства «Просвіта» імені Тараса Шевченка, яка постала як ініціативна група у складі місцевих науковців ще в червні 1989 року (власне діяльність Товариства в місті була відновлена по великій перерві, спричиненій поразкою у національно-визвольних змаганнях початку ХХ ст.), і є натепер провідним осередком української культури міста. Українське козацтво (його новітня форма) представлено в місті Кіровоградським крайовим козацьким товариством Буго-Гардівської паланки Українського козацтва.
Кіровоград завжди був мультикультурним містом — тут дбайливо і з пошаною ставляться до культурних надбань і потреб національних та релігійних громад міста:
- росіяни — діє відділення Всеукраїнської громадської організації «Російський (Руський) рух України» Руська община ім. О. С. Пушкіна (виникла 2001 року), в рамках діяльності якої постійно проводяться різноманітні культурі заходи, підтримуються контакти з Росзарубіжцентром, Посольством РФ в Україні, іншими українськими та російськими державними і громадськими установами, окремими діячами тощо, зокрема російськими товариствами в інших містах України, представниками кіровоградського земляцтва в Росії тощо[18][19].
- поляки і католики — у Кіровограді працює засноване 1997 року Об'єднання поляків Кіровоградщини «Полонія» ім. Кароля Шимановського (входить до складу Спілки поляків України). Щорічно об'єднання організовує відзначення польських національних свят, музичні фестивалі ім. К. Шимановського, вечори польської поезії, танцю тощо; опікується популяризацією польської культури, зокрема, шляхом запровадження відділень польської мови в навчальних закладах міста, поширенням відомостей про славного земляка Кароля Шимановського, встановленням контактів з культурно-освітніми установами та державними органами Польщі тощо. Значну роль у польському і духовному русі в місті відіграє римо-католицький костел Святого Духа, збудований у 1990-х замість храму, зруйнованого в добу сталінізму[20].
- євреї — у вересні 1991 року міська влада повернула єврейській релігійній общині будинок Великої хоральної синагоги, а 1994 року зареєстрована Кіровоградська єврейська община, у лютому 1996 року релігійна громада прогресивного юдаїзму «Атиква», у 1997 році почала свою роботу Кіровоградська Служба милосердя єврейської общини (у 2002 реорганізовано в Кіровоградський обласний Благодійний єврейський общинний центр «Хесед Шломо»); у вересні 1998 року відбулись прем'єрні вистави єврейського музично-драматичного театру «Тхія». Понад тисячу членів єврейської громади міста мають змогу відвідувати щотижневі общинні збори, інші заходи, а також перший у країні (на час відкриття 1998 року) історичний єврейський общинний музей «Євреї Єлисаветграда»[21][22].

## Парки і сквери

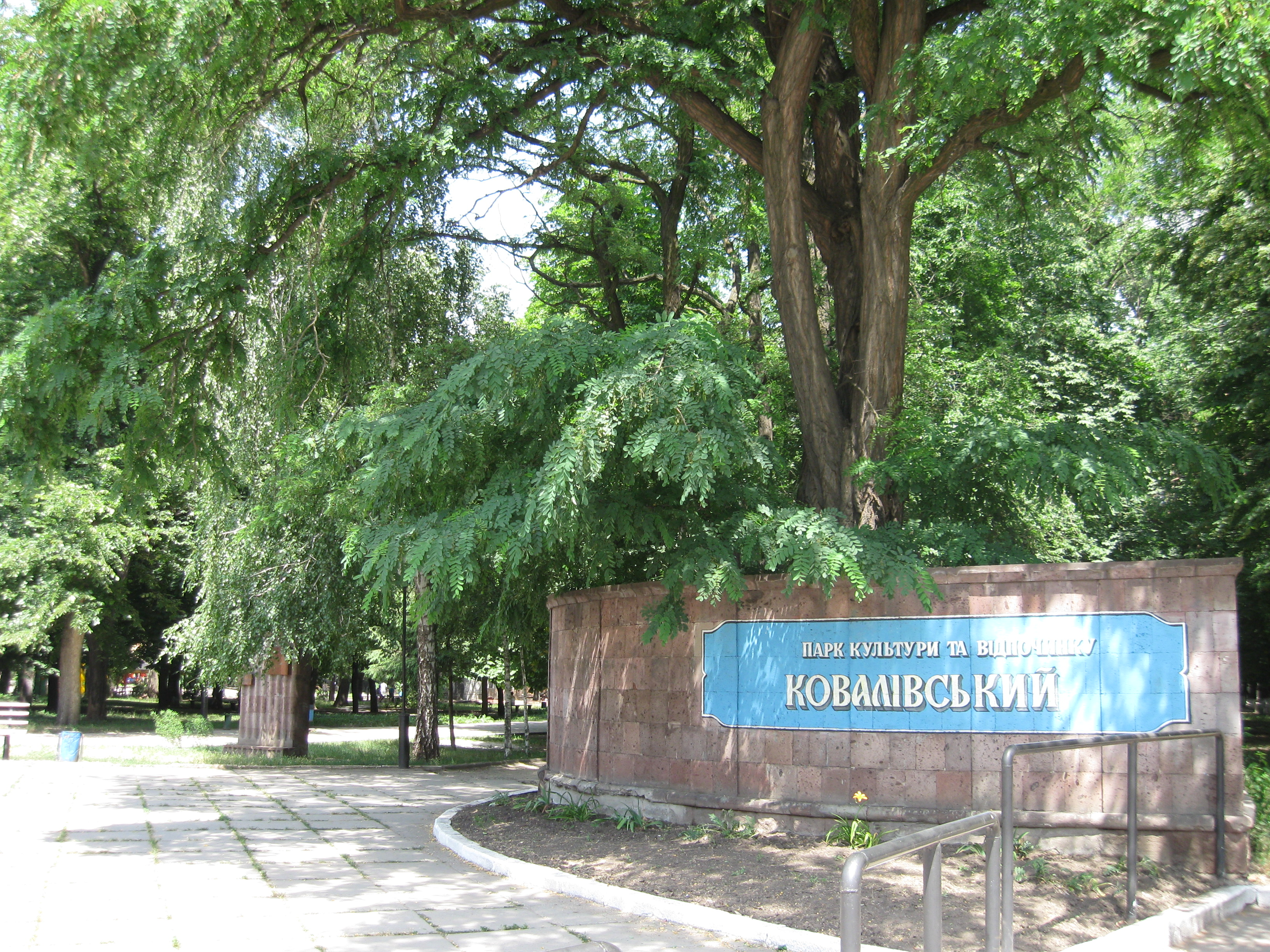
Центральний вхід до Парку культури та відпочинку «Ковалівський»

Кіровоград є доволі зеленим містом — крім великого числа парків («Ковалівський», «Перемоги», ім. 50-річчя Жовтня) і скверів («Молодіжний», «Центральний», «Трудової слави», «Шибанова», «Шевченка» тощо), в місті існують значні зелені масиви, наприклад, на Фортечних Валах Єлизаветинської фортеці.
Головні міські парки-пам'ятки садово-паркового мистецтва:
- парк «Ковалівський» (за СРСР мав назву Парк імені Леніна) — розташований у самому середмісті Кіровограда; площа — 8,3 га; є традиційним улюбленим місцем відпочинку і дозвілля городян і гостей Кіровограда.
- парк «Перемоги»[24] — історичний парк на березі річки Сугоклія площею бл. 25 га.
- Дендропарк (у 1967 – 2010 роках – парк культури і відпочинку імені 50-річчя Жовтня) — мальовнича місцина на правому березі річки Інгулу; найбільший за площею парк міста (42,7 га).
- парк Пушкіна (Козачий Острів) — на острові на Інгулі, з'єднаному містками.
- парк Космонавтів.

Біля мікрорайону «Черемушки» розташований Кіровоградський дендропарк, у якому крім здійснення природоохоронної функції, створено зону з атракціонами для розваг і відпочинку населення.
Улюбленим заміським парком кіровоградців, розташований у Долинському районі на відстані 65 км від обласного центру в бік Кривого Рогу, є Дендропарк «Веселі Боковеньки», де понад 100 років тому було закладено великий парк із затишними галявинами і тінистими алеями, великим дендрарієм (налічує бл. 1000 видів); зараз також, біля центрального входу, існують невеликий готель і заклади харчування.

## Заклади

### Концертні зали
- Обласна філармонія
- Обласний академічний музично-драматичний театр ім. М. Л. Кропивницького

### Музеї
- Державний музей-заповідник І. Карпенка-Карого (Тобілевича) «Хутір Надія»
- Державний музей музичної культури ім. К. Шимановського
- Літературний музей Карпенка-Карого
- Меморіальний музей М. Л. Кропивницького
- Міський художньо-меморіальний музей О. О. Осьмьоркіна
- Музей «Фолк»
- Музей Генріха Нейгауза
- Музей історії українського хореографічного мистецтва
- Обласний краєзнавчий музей
- Обласний художній музей
- Пожежний музей

### Парки
- Дендропарк

### Театри
- Академічний театр музики, пісні і танцю «Зоряни».
- Кіровоградський академічний український музично-драматичний театр ім. Кропивницького.
- Обласний академічний театр ляльок.
- Студентський театр-студія «Резонанс».
- Театр-студія «Мода».
- Молодіжний театр "Палата № 6".
- Театр корифеїв.

### Бібліотеки
- Обласна універсальна наукова бібліотека ім. Чижевського[26]

### Музика
- ВІА «Веселі Біоритми»
- Закон Ома
- Аква Віта
- Гурт «Скріптура»

## Персоналії, пов'язані з культурою

### Актори
- Білецький Микола Сергійович
- Гайдамака Дмитро Абрамович
- Загаров Олександр Леонідович
- Луценко Олександр Устимович
- Параконьєв Костянтин Йосипович
- Ратмиров Андрій Юхимович

### Артисти
- Мейтус Юлій Сергійович

### Живописці
- Бабій Іван

### Композитори
- Мейтус Юлій Сергійович

### Письменники
- Голота Петро Іванович

### Поети
- Голота Петро Іванович
- Дараган Юрій
- Скирда Людмила Михайлівна

### Скульптори
- Білостоцький Юхим Ісайович

### Співаки
- Забіляста Лідія Леонідівна

### Художники
- Голота Петро Іванович
- Осмьоркін Олександр Олександрович